# Дрґич
Дрґич (пол. Drgicz) — село в Польщі, у гміні Сточек Венґровського повіту Мазовецького воєводства.
Населення — 392 особи (2011).
У 1975-1998 роках село належало до Седлецького воєводства.

## Демографія
Демографічна структура станом на 31 березня 2011 року:
|          | Загалом | Допрацездатний вік | Працездатний вік | Постпрацездатний вік |
| -------- | ------- | ------------------ | ---------------- | -------------------- |
| Чоловіки | 192     | 39                 | 133              | 20                   |
| Жінки    | 200     | 38                 | 106              | 56                   |
| Разом    | 392     | 77                 | 239              | 76                   |